# Martin Müller (fotbalista)
Martin Müller (* 6. listopadu 1970) je bývalý český fotbalový obránce. Mimo Československa/ČR hrál půl roku v Japonsku za Vissel Kóbe.

## Fotbalová kariéra
V lize hrál za RH Cheb, Petru Drnovice, SK Slavia Praha, FK Chmel Blšany, FC Viktoria Plzeň a 1. FK Příbram, v Japonsku za Vissel Kobe. V naší nejvyšší soutěži odehrál 323 utkání a dal 8 gólů. V Lize mistrů nastoupil ve 4 utkáních a v Poháru UEFA v 15 utkáních.

## Soukromý život
Je také členem týmu Real TOP Praha, v jehož dresu se zúčastňuje charitativních zápasů a akcí.